# Adam IV de Melun
Pour les articles homonymes, voir Melun (homonymie).
Adam IV de Melun, vicomte de Melun en 1278, seigneur de Montreuil-Bellay, est mort vers 1304.

## Famille
Fils d'Adam III de Melun et de Constance de Sancerre, fille d'Étienne de Sancerre. En 1284, Adam de Melun épouse Jeanne de Sully, dame de Jars, d'Ivoy (avec Bréviandes et Malvoisine) et de Maupas, tante d'Henri IV de Sully, fille d'Henri II de Sully et Péronnelle de Joigny (†4 mai 1306), dont il eut :
- Jean Ier de Melun, Grand chambellan de France
- Guillaume de Melun (†27 octobre 1329), archevêque de Sens
- Henry
- Philippe de Melun (†7 avril 1345), évêque de Châlons, puis archevêque de Sens
- Robert (†1342), chevalier
- Louis (v. †1353), chanoine, chevecier et chantre
- Charles de Melun, seigneur d'Issy, père de Yolande de Melun, mariée à Guillaume de Vaudétar, seigneur de Pouilly, premier valet de la chambre du roi.
- Jean de Melun, seigneur de Saint Maurice
- Isabelle de Melun, mariée à Thomas Ier, seigneur de Bruyères et de Puivert : Thibaut IV de Mathefelon de Durtal est leur gendre, et le père d'Aénor de Mathefelon qui épouse le vicomte Jean II de Rochechouart, d'où la transmission de Jars, Ivoy et Maupas/Morogues
- Agnès de Melun (†3 octobre 1315), abbesse de Notre-Dame du Lys.